# Резекне II
Резекне II (лат. Rēzekne II) — вузлова дільнична залізнична станція Латвійської залізниці. Розташована за перетином ліній Крустпілс — Зілупе та Вільнюс — Карсава в центрі міста Резекне, Латвія. Є однією з двох станцій у місті.

## Історія
Станцію відкрито 1901 року у складі Московсько-Віндаво-Рибинської залізниці. Сполучна колія до станції Резекне I була побудована ще 1899 року.
Будівля вокзалу була зруйнована під час Другої світової війни, нинішня будівля зведена за радянської окупації.

## Пасажирське сполучення
Через станцію Резекне II прямують пасажирські дизель-поїзди: 
- Рига — Резекне II (1 пара щодня);
- Рига — Зілупе (2 пари щодня).